# Alumbrados
Alumbrados (spanska, på latin Illuminati), "de upplysta", var en mystisk sekt i Spanien som uppkom under 1500-talets första hälft, och som även spreds till södra Frankrike. Deras ideal var hjärtats inre bedjande och att försjunka i det heliga, som drevs ända till extas. För de fullkomliga fanns ingen synd, och de ansåg sig inte behöva något yttre kyrkoväsen. Med anledning av detta förföljdes de med inkvisitionens hela renlärighetsnit. Miguel de Molinos mystisk-kvietistiska läror var nära besläktade med alombrados åskådning.